# 三つのワルツ (1986年の宝塚歌劇)
白井鐵造記念公演 グランド・ロマンス『三つのワルツ』（みっつのワルツ）は宝塚歌劇団のミュージカル作品。宝塚公演は3部24場。
雪組公演。
原作はポール・クネップラーとアーミン・ロビンソン。作詞はロバート・ギルバート。音楽はオスカー・シュトラウス。脚色・演出は横澤英雄と菅沼潤。

## 概要
※『宝塚歌劇100年史（舞台編）』の宝塚大劇場公演を参考にした。
白井鐵造の脚色・演出により1938年8月に初演され、1958年7月に再演された作品。詳細は三つのワルツ (1938年の宝塚歌劇)を参照。
オーストリアのオペレッタ『ドライ・ヴァルツ』を下敷きに親子三代に亙る運命的な恋物語が描かれている。
平みち（シュバルツェネック役）と神奈美帆（ピクラー役）が恋に落ちる二人を演じた。
杜けあきが上記の二人を見守る興行師ブルンネルを、全3部を通して演じた。
専科所属の榛名由梨がブルンネルの父親の大興行師役で特別出演をした。

## 公演期間と公演場所
- 1986年8月8日 - 9月23日（新人公演：8月26日） 宝塚大劇場
- 1986年12月4日 - 12月27日（新人公演：12月16日） 東京宝塚劇場

## スタッフ
※氏名の後ろに「宝塚」、「東京」の文字がなければ両公演共通
- 作曲・編曲：中元清純、高井良純、吉崎憲治
- 編曲：小高根凡平、鞍富真一
- 合唱指導：橋本和明
- 音楽指揮：橋本和明、岡田良機（宝塚）、伊沢一郎（東京）、大谷肇（東京）
- 振付：羽山紀代美、山田卓、名倉加代子
- 装置：石浜日出雄、関谷敏昭
- 衣装：静間潮太郎
- 照明：今井直次
- 小道具：万波一重
- 効果：林康彦、川ノ上智洋
- 音響監督：松永浩志
- 演出補：三木章雄
- 演出助手：小池修一郎、谷正純
- 舞台進行：田中利彦、馬場弘和
- 製作担当：長谷山太刀夫（東京）
- 制作：山田謙治（バスケットボール選手ではない）

## 主な配役

### 第1部 別離のワルツ
本公演
- ルドルフ・シュバルツェネック - 平みち
- ファンニー・ピクラー - 神奈美帆
- ヨーゼフ・ブルンネル - 榛名由梨
- ヨーハン・ブルンネル - 杜けあき
- カタリーナ・シュバルツェネック侯爵夫人 - 鳩笛真希
- ディックリンガー - 一路真輝
- ドド - 仁科有理
- ジュジュ - 北いずみ
- 大佐 - 真咲佳子

新人公演
- ルドルフ - 一路真輝
- ファンニー - 桂あさひ
- ヨーゼフ・ブルンネル - 名月かなで
- ヨーハン・ブルンネル - 文月玲
- 侯爵夫人 - 千種まみ
- 踊り子ドド - 小乙女幸

### 第2部 思い出のワルツ
本公演
- オットー・シュバルツェネック - 平みち
- シャルロッテ・ピクラー - 神奈美帆
- ヨーハン・ブルンネル - 杜けあき
- アレクサンダー・イエンセン - 榛名由梨
- リービンゲル -一路真輝
- ステッフィ・カステリ - 鳩笛真希
- マリエッタ - 仁科有理
- ジュリエット - 北いずみ
- フリッツ・フォン・ボーデンハイム - 北斗ひかる

新人公演
- オットー - 一路真輝
- シャルロッテ - 美月亜優
- ブルンネル - 文月玲
- 支配人 - 名月かなで

### 第3部 運命のワルツ
本公演
- フェルディナンド・シュバルツェネック - 平みち
- フランチー・イエンセン・ピクラー - 神奈美帆
- ヨーハン・ブルンネル - 杜けあき
- 撮影所長 - 榛名由梨
- マルタ - 仁科有理
- ベルタ - 北いずみ
- 監督 - 真咲佳子
- 宣伝課長 - 沙羅けい
- 助監督 - 箙かおる
- 女秘書 - 明都ゆたか

新人公演
- フェルディナンド - 一路真輝
- フランチー - 紫とも
- ブルンネル - 文月玲
- 撮影所長 - 名月かなで
- 女優マルタ - 小乙女幸
- 女優ベルタ - 夏生かおり
- 監督 - 美樹さやか
- 歌うバレエ教師 - 高嶺ふぶき
- ブルンネル役の俳優 - 岬甲
- セレスト役の女優 - 早原みゆ紀